# Kidon
Kidon (Hebreeuws: כידון voor 'bajonet' of 'speerpunt') is de naam van een departement van de Israëlische Mossad verantwoordelijk voor aanslagen en ontvoering. Naar verluidt zijn Kidonteams verantwoordelijk voor een reeks aanslagen in de campagne Operatie Toorn van God. Deze campagne werd uitgevoerd door de Israëliërs na het Bloedbad van München ten tijde van de Olympische Spelen in 1972.
Volgens auteur Aaron Klein stond het departement 'Kidon' voor de reorganisatie van de Mossad in het midden van de jaren 1970 bekend onder de naam 'Caeserea'.